# Václav Verner (závodník)
Václav Verner (6. května 1949, Praha – 13. března 2018, Praha) byl československý motocyklový závodník, reprezentant v ploché dráze. Jeho bratrem je bývalý plochodrážní závodník Jan Verner a strýcem bývalý plochodrážní závodník Miloslav Verner. Na konci života žil ve Vyšehořovicích.

## Závodní kariéra
Ve finále Mistrovství světa jednotlivců na ploché dráze startoval v letech 1982 v Los Angeles (15. místo) a 1984 v Göteborgu (16. místo). Ve finále Mistrovství světa dvojic na ploché dráze startoval v letech 1970 (6. místo), 1971 (4. místo) a 1974 (4. místo). Několikrát startoval ve finále Mistrovství světa družstev na ploché dráze, v roce 1977 ve Wroclawi (s Jiřím Štanclem, Janem Vernerem a Aleš Drymlem) a v roce 1979 v Londýně (s Jiřím Štanclem, Zdeňkem Kudrnou, Alešem Drymlem a Janem Vernerem) získal bronzovou medaili. Na Mistrovství světa na travnaté ploché dráze skončil v roce 1984 na 2. místě. Čtyřikrát startoval ve finále Mistrovství světa na dlouhé ploché dráze – v roce 1975 skončil na 12. místě, v roce 1976 na 10. místě, v roce 1977 na 15. místě a v roce 1984 na 13. místě. V Mistrovství Československa na ploché dráze skončil na 1. místě v roce 1971, na 2. místě v letech 1970, 1976, 1977, 1978 a 1980 a na 3. místě v letech 1975 a 1981.
V Československu jezdil za Rudou hvězdu Praha, Baterii Slaný, SVS Pardubice, AK Březolupy a AMK Čakovice. V britské profesionální lize jezdil v letech 1977–1979 a 1983–1985 za Exeter Falcons a v letech 1980 a 1982–1983 za Poole Pirates.